# High Desert
High Desert är en amerikansk komediserie från 2023. Den hade premiär på strömningstjänsten Apple TV+ den 17 maj 2023. Serien är skapad av Nancy Fichman, Katie Ford och Jennifer Hoppe-House som även skrivit seriens manus.

## Handling
Serien följer Peggy, en före detta missbrukare, som bestämmer sig för att göra en nystart i livet efter att hennes mor gått bort och bli privatdetektiv.

## Roller i urval
- Patricia Arquette - Peggy
- Matt Dillon - Denny
- Rupert Friend - Gurun Bob
- Weruche Opia - Carol
- Brad Garrett - Bruce

- Bernadette Peters - Rosalyn
- Christine Taylor - Dianne
- Carmine Giovinazzo - Nick Gatchi
- Carlo Rota - Arman
- Jeffrey Vincent Parise - Roger
- Tracy Vilar - Tina
- Keir O'Donnell - Stewart
- Susan Park - Tammy
- Michael Masini - Leo Gatchi